# Propadienyliden
Propadienyliden oder ℓ-C3H2 ist eine chemische Spezies mit der Formel: C=C=CH2. Es handelt sich um ein organisches Radikal aus der Klasse der Carbene. Im interstellaren Medium kommt es natürlich vor, wo sein zyklisches Isomer, Cyclopropenyliden, ebenfalls vorhanden ist, jedoch in etwa einer Größenordnung höheren Konzentration.
Auf der Erde kommt es dagegen wegen seiner hohen reaktivität nur in Labore vor.